# Castello di Parola
Il castello di Parola, noto anche come Castel Torello, era un maniero medievale, che sorgeva nel centro di Parola, frazione di Fontanellato in provincia di Parma.

## Storia
Il castello fu edificato a partire dal 1227 nel piccolo borgo di Parola, in prossimità della via Emilia e del torrente omonimo, per volere del podestà di Parma Torello de Strada, che intendeva porre un freno alle mire indipendentiste dei ribelli borghigiani. Il maniero, di ampie dimensioni, non fu tuttavia completato, perché prima del termine dei lavori i fidentini accettarono di sottomettersi all'autorità parmigiana.
Nel 1249 l'imperatore Federico II di Svevia investì il suo condottiero Oberto II Pallavicino di numerosi castelli del Parmense, tra cui quello di Parola. Nel 1267 le truppe parmigiane attaccarono il maniero, espugnandolo al termine di un'aspra battaglia durante la quale persero la vita il capitano Ubertino da Casalecchio e altri tre nobili.
Nel 1297 il Comune di Parma decretò di non ricostruire più il castello, ormai in rovina.
Negli anni seguenti la fortezza fu però riedificata dai Pallavicino. Nel 1325 il castello, appartenente al marchese Manfredino Pallavicino, fu attaccato dal condottiero Rolando de' Rossi, che, alla guida dell'esercito parmigiano, lo diede alle fiamme prima di procedere contro Borgo San Donnino; durante gli scontri il borgo di Soragna fu depredato e, per ricompensare i Lupi, il papa Giovanni XXII assegnò loro i feudi pallaviciniani di Parola, Castellina e Corte Redalda; l'anno seguente, tuttavia, l'imperatore Ludovico il Bavaro confermò le antiche investiture al marchese Manfredino.
Nel 1347 lo statuto del Comune di Parma ordinò al podestà cittadino di occuparsi della manutenzione e della difesa di Castel Torello.
Nel 1348 Donnino Pallavicino ereditò dal padre Manfredino, in seguito alla divisione col fratello Oberto, i feudi di Zibello, Ravarano, Casola, Monte Palerio, Sant'Ilario Baganza, Cella e Parola.
Nel 1395 l'imperatore Venceslao di Lussemburgo confermò a Niccolò Pallavicino i diritti su Parola e altri feudi del Parmense.
Nel 1494 lo statuto del Comune di Parma ribadì quanto stabilito nel 1347, ordinando al podestà cittadino di occuparsi della manutenzione e della difesa di Castel Torello.
Secondo vari storici, nel 1516 il maniero sarebbe stato menzionato nella stanza 42 del canto XXVII dell'Orlando furioso, anche se altri studiosi ritengono che i versi si riferiscano al castello di Castelguelfo:
Le mura e i tetti ed a ruina andorno.

Un simil può vederne in su la strada,

Qual volta a Borgo il Parmigiano vada.»
(Ludovico Ariosto, Orlando furioso)
Nel 1832 sopravvivevano vari ruderi del grande maniero, sparsi ai lati della strada nella zona delle "Basse della Parola"; in seguito se ne perse ogni traccia.